# ويليام هنري ديتز
ويليام هنري ديتز (بالإنجليزية: William Henry Dietz)‏ هو لاعب كرة قدم أمريكية أمريكي، ولد في 17 أغسطس 1884 في رايز ليك في الولايات المتحدة، وتوفي في 20 يوليو 1964 في ريدينغ في الولايات المتحدة.

## وصلات خارجية
- ويليام هنري ديتز على موقع أوليمبيديا (الإنجليزية)